# Докукино (Московская область)
Докукино — деревня в городском округе Подольск Московской области России. 
До 2015 года входила в состав сельского поселения Дубровицкое Подольского района; до середины 2000-х — в Дубровицкий сельский округ.

## Население
Согласно Всероссийской переписи, в 2002 году в деревне проживало 60 человек (31 мужчина и 29 женщин). По данным на 2005 год в деревне проживало 62 человека.

## Расположение
Деревня Докукино расположена примерно в 5 км к западу от центра города Подольска вблизи его границы. Ближайшие сельские населённые пункты — деревни Жарково, Лемешово и посёлок Кузнечики.

## Улицы
В деревне Докукино расположены следующие улицы и территории: 
- Территория ГСК Авиатор
- Территория ГСК Авиатор-2
- Новая улица
- Территория СНТ Эксплуатационник
- Цветочная улица
- Вишнёвая улица
- Кооперативная улица
- Анисовый проезд
- Безымянная улица